# Maqbul Fida Husain

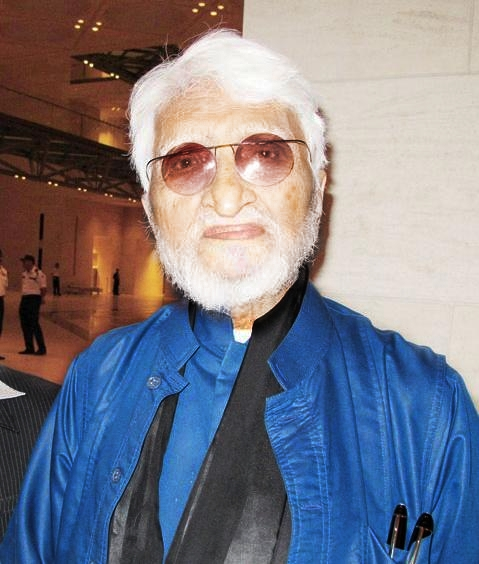
Maqbul Fida Husain

Maqbul Fida Husain (auch anglisierend Maqbool Fida Husain, meist nur M.F. Husain; Devanagari: मकबूल फ़िदा हुसैन; * 17. September 1915 in Pandharpur, Maharashtra; † 9. Juni 2011 in London) war ein indischer Maler, Grafiker, Fotograf und Filmemacher. Er gehörte zu den renommiertesten und international anerkannten indischen Malern des 20. Jahrhunderts.
Seine Werke sind in einem modifizierten kubistischen Stil gemalt. Er hat als Themen – meist jeweils Gemälde-Serien – unter anderem Mohandas K. Gandhi, Mutter Teresa, das Ramayana, das Mahabharata, die britische Kolonialherrschaft, Madhuri Dixit und Motive des Stadt- und Landlebens in Indien verarbeitet.
Nach langer und erfolgreicher Karriere gerieten einige seiner Werke in den späten 1990er Jahren in den Fokus hindunationalistischer Extremisten und M. F. Husain verließ Indien, nachdem sein Leben bedroht wurde.

## Leben und Karriere
Maqbul Fida Husain entstammte einer muslimischen indischen Familie. Seine Mutter verstarb, als er eineinhalb Jahre alt war. Sein Vater heiratete erneut, und sie zogen nach Indore, wo Husain zur Schule ging. 1935 ging er nach Bombay an die Sir J. J. School of Art. Er begann dort, seinen Lebensunterhalt mit dem Malen von Filmplakaten zu verdienen. In den späten 1940er Jahren wurde er als Künstler bekannt. 1947 trat er der Progressive Artists Group bei, einer von Francis Newton Souza gegründeten Künstlervereinigung, die den Bruch mit künstlerischen Konventionen und die Herausbildung einer indischen Avantgarde mit internationalem Anspruch zum Ziel hatte. 1952 hatte M. F. Husain seine erste Einzelausstellung im Ausland, namentlich in Zürich. In den darauffolgenden Jahren wurden seine Werke in Europa und den Vereinigten Staaten gezeigt. 1956/57 machte der filminteressierte Husain die Bekanntschaft von Roberto Rossellini und reiste mit dem Regisseur bei dessen Dreharbeiten zu India Matri Bhumi durch Indien.
Sein erster Film, der dokumentarische Streifen Through the Eyes of a Painter, gewann bei der Berlinale 1967 den Goldenen Bär in der Kategorie Kurzfilm.
Maqbul Fida Husain wurde zum höchstdotierten Maler Indiens; seine Leinwandgemälde erhielten bis zu 2 Millionen Dollar bei jüngsten Christie’s-Auktionen. In Anerkennung seiner Leistungen wurde Husain 1987 für sechs Jahre in die Rajya Sabha, das Oberhaus des indischen Parlaments, berufen.
Die Schauspielerin Madhuri Dixit wurde für eine Serie von Gemälden seine Muse, er drehte mit ihr auch den Film Gaja Gamini. Mit der Schauspielerin Tabu produzierte er den Film Meenaxi: A Tale of Three Cities. Seine Autobiografie soll unter dem Titel The Making of the Painter verfilmt werden.
1966 wurde ihm der Padma Shri verliehen, 1973 der Padma Bhushan und 1991 erhielt er auch den Padma Vibhushan.
In den 1990er Jahren entbrannte eine Kontroverse um einige Gemälde M. F. Husains. Die umstrittenen Werke stammen aus den 1970er Jahren und bilden nackte hinduistische Gottheiten ab. Nachdem die Bilder 1996 in einer Hindi-Zeitschrift abgedruckt wurden, eskalierte der öffentliche Aufruhr und Mitglieder der hindunationalistischen Partei Shiv Sena drangen in Husains Haus ein, wo sie Kunstwerke zerstörten. Daraufhin ging Husain eine Zeit lang nach London ins Exil. Eine Anzeige gegen ihn wegen der „Förderung von Feindseligkeiten zwischen verschiedenen Gruppen durch das Malen der Hindugöttinnen Durga und Sarasvati in einer die Gefühle von Hindus verletzenden Weise“ wurde vom Delhi High Court 2004 zurückgewiesen. Husain wurde Anfang 2006 in gleicher Angelegenheit wegen „Verletzung des Volksempfindens“ kurzzeitig verhaftet. In einigen Städten in Indien wurden einstweilige Verfügungen gegen Ausstellungen mit seinen Werken erwirkt. Proteste gegen ihn führten auch zur Schließung einer Ausstellung seiner Werke in London. Der Künstler lebte danach hauptsächlich bei seinem Sohn in Dubai, während in Indien die Beschlagnahme seines Eigentums vorangetrieben wurde.
Als Antwort auf diese Auseinandersetzungen haben Bewunderer Husains, unter anderen Shashi Tharoor, eine Petition an die indische Regierung gerichtet, ihm den Bharat Ratna, Indiens höchsten Zivilorden, zu verleihen. Zur Begründung bringen sie vor, dass M. F. Husains Leben und Werk mittlerweile als Allegorie für die sich verändernden Modalitäten des Säkularen im modernen Indien und die Herausforderungen, die die Geschichte der Nation für viele mit sich bringt, verstanden werden könne. Es sei jetzt die richtige und entscheidende Zeit, ihn für seinen Mut und seine Hingabe an die kulturelle Renaissance seines geliebten Landes zu ehren.
Im September 2008 wies die Supreme Court of India hindunationalistische Versuche einer Strafverfolgung Husains wegen seiner Gemälde nackter Hindugottheiten endgültig zurück.
Im März 2010 nahm er die Staatsbürgerschaft Katars an. Am frühen Morgen des 9. Juni 2011 verstarb Husain in London an einem Herzanfall und wurde am darauf folgenden Tag auf dem Brookwood Cemetery beerdigt.